# Angelica Schwall-Düren
Angelica Schwall-Düren, née le 16 juillet 1948 à Offenbourg, est une femme politique allemande.
Elle est députée du SPD (Parti social-démocrate allemand) depuis 1994 et vice-présidente du groupe parlementaire de ce parti au Bundestag depuis 2002. Elle est particulièrement intéressée par la politique européenne, et, au sein de son parti, responsable des relations avec la France et le Parti socialiste.